# Les Baigneurs
Les Baigneurs, ou Les Baigneurs en plein air, est un tableau de Cézanne conservé au musée de l'Ermitage de Saint-Pétersbourg. Il représente un groupe de quatre baigneurs au bord d'une rivière en été. Cette toile faisait partie de la collection Otto Krebs qui a été transférée en 1947 à l'Ermitage et présentée pour la première fois au public en 1995.
C'est sans aucun doute la meilleure œuvre sur les deux cents tableaux, croquis ou dessins sur le thème des baigneuses ou des baigneurs réalisés par Cézanne. Cette toile prolonge un thème traditionnel depuis le Titien ou Poussin, mais d'une manière totalement différente de ce que l'on observait dans les salons académiques du XIXe. Il redonne ainsi une nouvelle vie à ce genre en se rappelant sa propre jeunesse lorsqu'il se baignait avec ses amis dans la rivière de l'Arc. Elle fait partie d'un cycle commencé vers 1870, avec de multiples variantes, de Baigneuses ou de Baigneurs, dans des poses idéalisées rappelant la mythologie grecque et que l'on peut déjà entrevoir dans Le Jugement de Pâris (1862-1865).
La version du musée de l'Ermitage est composée dans des tons plus froids que celles du musée d'Orsay ou du musée d'art de Saint-Louis, réalisées dans des tons chauds.

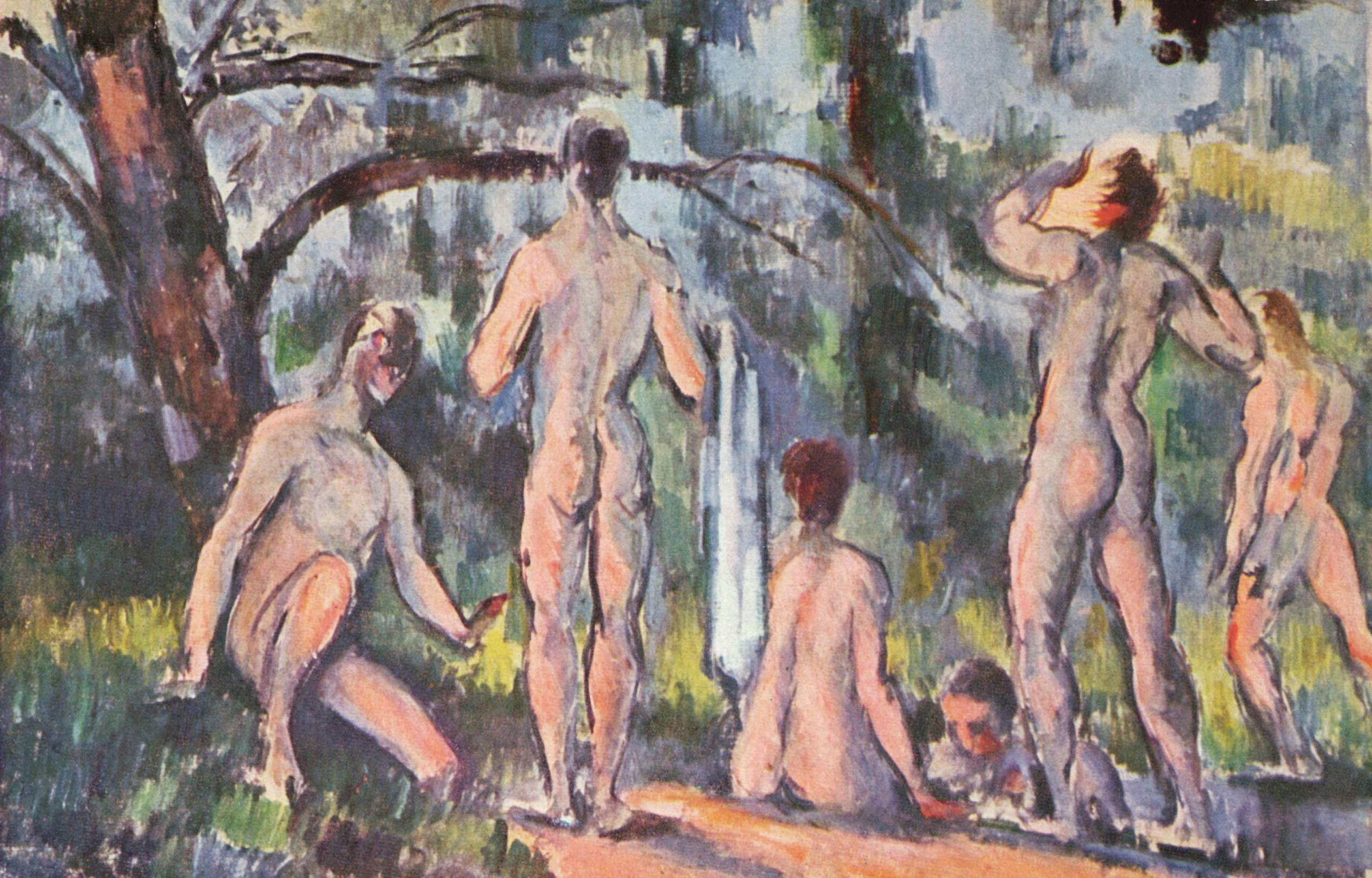
Les Baigneurs (1890-1894), version du musée Pouchkine, avec six baigneurs.
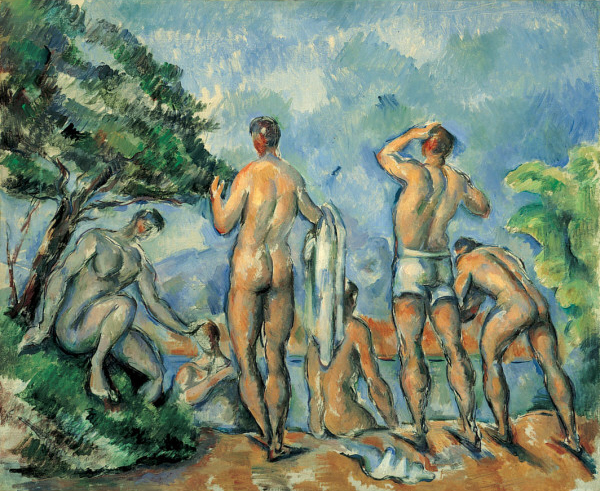
Les Baigneurs (1890-1892), version du musée d'art de Saint-Louis, avec six baigneurs.
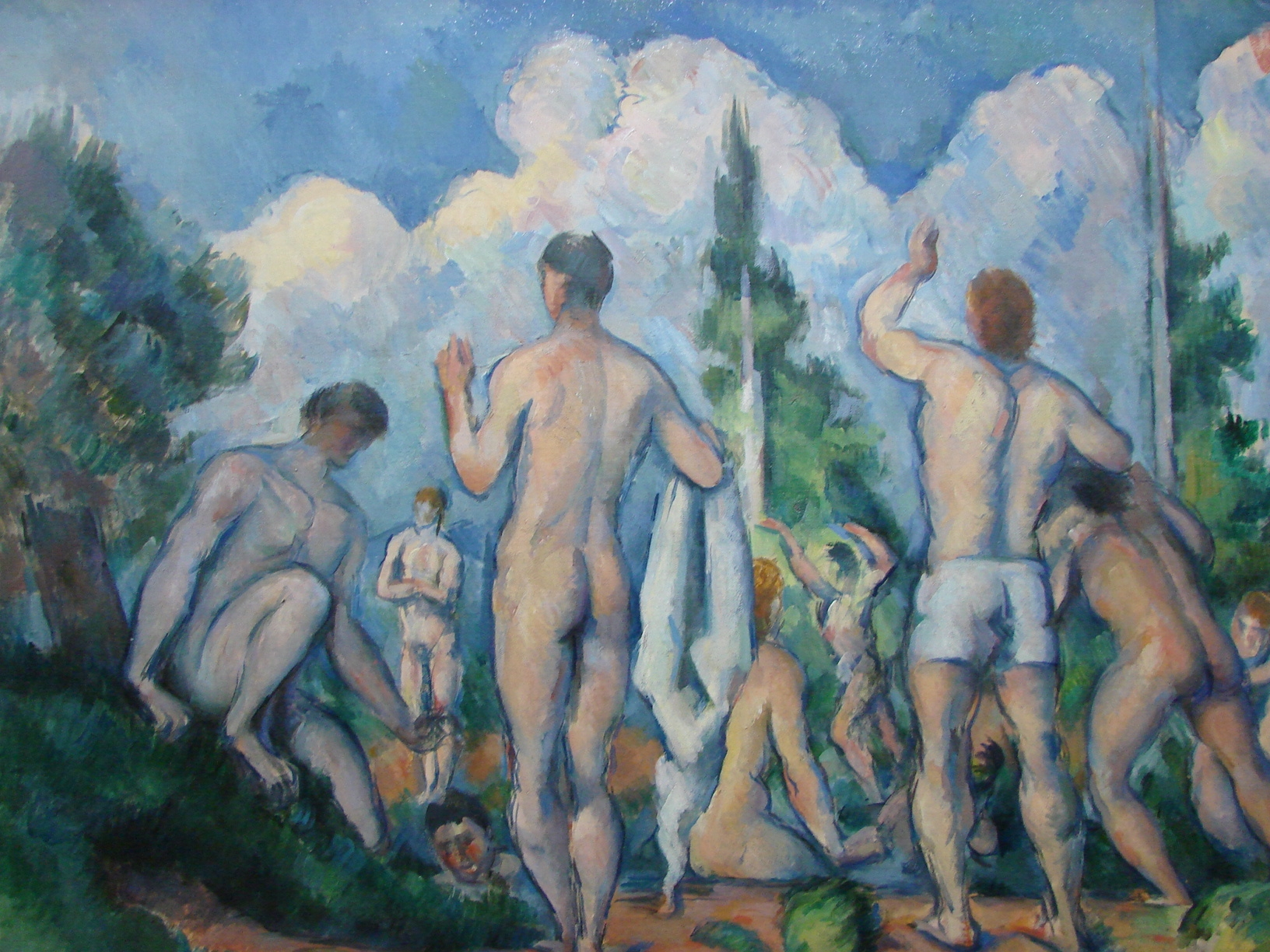
Les Baigneurs, version du musée d'Orsay, avec dix baigneurs.

## Provenance
- Paris, galerie Ambroise Vollard
- 1911, Budapest, Marczell de Nemes
- 1913, Paris, vente de Nemes, galerie Bernheim-Jeune, au baron Maurice de Herzog, Budapest
- 1929, Berlin, galerie Paul Cassirer, vendue à Otto Krebs
- 1945, confisquée en réparation des dommages de guerre par l'URSS
- 1995, Saint-Pétersbourg, exposition à l'Ermitage

## Expositions
- Paris, 1904, Salon d'Automne, Petit Palais, no 27
- Budapest, 1911, collection Nemes, musée des beaux-arts
- Düsseldorf, 1912, collection Nemes, Städtische Kunsthalle, no 116
- Berlin, 1921, exposition Paul Cézanne Werke in deutschen Privatbesitz, galerie Paul Cassirer, no 36
- Vienne, 1925, LXXXII-te Austellung der Sezession, Führende Meister der Französische Kunst im XIX Jahrhundert, no 87
- Saint-Pétersbourg, 1995, exposition de la peinture française des XIXe et XXe siècles, issue des collections privées d'Allemagne